# Sade (groupe)
Pour les articles homonymes, voir Sade.
Pour la chanteuse, voir Sade Adu.
Sade (prononc. [ʃade]) est un groupe de musique britannique formé en 1982 à Londres et tire son nom de sa chanteuse, Sade Adu. Leur musique incorpore des éléments de soul, de quiet storm, de smooth jazz et de sophisti-pop. 
Le premier album du groupe, Diamond Life, est sorti en 1984 et a atteint la deuxième place du UK Album Chart, se vendant à plus de 1,2 million d'exemplaires et a remporté le Brit Award du meilleur album britannique en 1985. En 1986, Sade a remporté un Grammy Award du meilleur nouvel artiste. Leur cinquième album de studio, Lovers Rock (2000), a remporté le Grammy Award du meilleur album vocal pop. En 2011, le groupe a remporté son quatrième Grammy de la meilleure prestation vocale R&B par un duo ou un groupe. 
Selon la Recording Industry Association of America (RIAA), les ventes certifiées de Sade aux États-Unis s'élèvent jusqu'à présent à 23,5 millions d'unités et le groupe a vendu plus de 75 millions de disques à ce jour dans le monde. Le groupe a été classé à la position n° 50 sur la liste de VH1 des 100 plus grands artistes de tous les temps,.

## Histoire

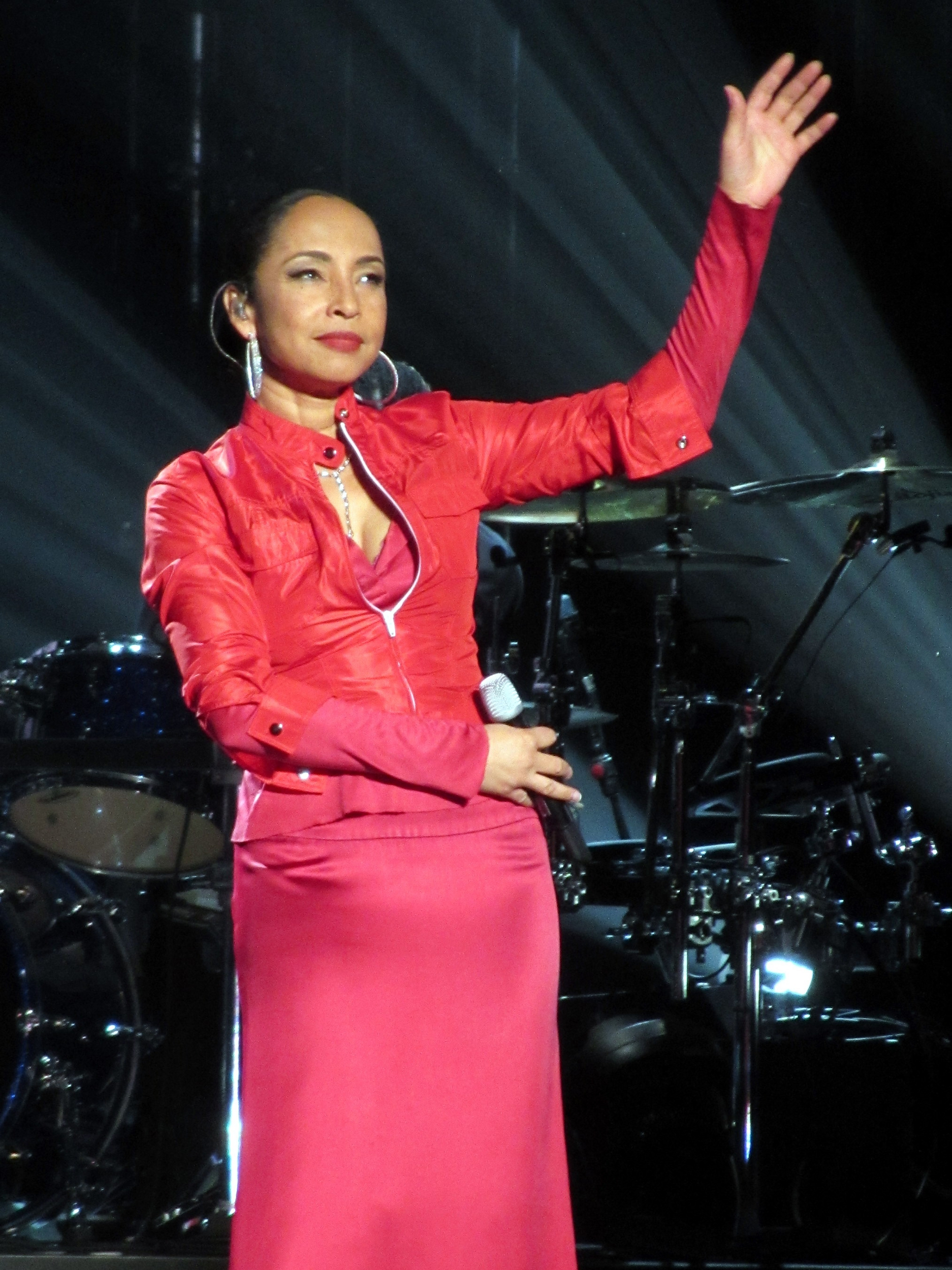
La chanteuse Sade Adu, qui a donné son nom au groupe.

### Années 1980
Sade a été formé en 1982, par les membres du groupe de soul latino Pride. Sade Adu, Stuart Matthewman et Paul Denman, ensemble avec Paul Anthony Cook ont formé un groupe dissident et ont commencé à écrire leur propre matériel. Ils ont nommé leur groupe en référence à leur chanteuse principale Sade Adu et ont fait ses débuts en décembre 1982 au Ronnie Scott's Club de Londres, en soutien à Pride. En mai 1983, Sade se produit au Danceteria Club de New York. C'était le premier spectacle de Sade aux États-Unis. Andrew Hale a rejoint le groupe en 1983 et Cook a quitté le groupe l'année suivante. Sade recevait plus d'attention des médias et des maisons de disques que Pride et se sont finalement séparé de ce groupe. Le 18 octobre 1983, le groupe signe avec Portrait Records (qui a été absorbé par son label mère, Epic Records, en 1986). Lorsque la chanteuse Sade et son groupe du même nom s'établissaient, leur maison de disques, Epic, imprima « Prononcé Shar-day » sur des étiquettes de leurs sorties de disques (ce qui conduisit à une mauvaise prononciation en anglais américain et canadien rhotique).
En février 1984, Sade sort son premier single britannique Your Love Is King. Leur deuxième single, When Am I Going to Make a Living atteint à peine le top 40 anglais, mais leur premier album Diamond Life, sorti en juillet 1984, atteint la deuxième place du UK Albums Chart et se certifie quadruple disque de platine au Royaume-Uni. Il a passé plus de six mois dans le top 10 anglais et a ensuite été certifié quadruple platine par la BPI. Diamond Life a remporté le Brit Award du meilleur album britannique. En 1984, Sade a fait sa première grande tournée britannique, complétée par Dave Early (batterie), Martin Ditcham (percussions), Terry Bailey (trompette) et Gordon Matthewman (trombone). Un troisième single, Smooth Operator, est extrait de l'album et devient leur premier succès américain au printemps 1985, propulsant l'album dans le top dix américain. Toujours en 1985, le groupe a été nommé pour deux MTV Video Music Awards : du meilleur clip féminin et du meilleur nouvel artiste. Le 13 juillet 1985, Sade se produit au Live Aid, qui se tenait au stade de Wembley à Londres. Sade Adu devenait la seule artiste née en Afrique à apparaître devant un public de 75 000 spectateurs en direct et une audience télévisuelle mondiale estimée à 1,4 milliard dans 170 pays.
À la fin de 1985, Sade sort leur deuxième album, Promise, qui atteint la première place des classements d'albums au Royaume-Uni et aux États-Unis. Il a été certifié double platine par la BPI au Royaume-Uni et quadruple platine aux États-Unis. En 1986, Sade Adu a été nommée pour un American Music Award de l'artiste féminine de soul/R&B favorite et le groupe remporte un Grammy Award du meilleur nouvel artiste. Après leur première tournée mondiale pour promouvoir l'album Promise, le groupe s'est produit au concert Artists Against Apartheid dans le cadre du Freedom Festival dans le parc Clapham Common de Londres. En 1987, le groupe a été nommé pour un Grammy Award de la meilleure prestation vocale R&B par un duo ou un groupe pour Promise.
Le troisième album du groupe Stronger Than Pride, est sorti en mai 1988. L'album a atteint la 3e place au Royaume-Uni et a été certifié platine par la BPI. Il a été précédé par le single Paradise, qui s'est classé dans le top 30 britannique et le top 20 américain. Le groupe a de nouveau tourné à travers le monde, accompagné par Blair Cunningham (batterie), Martin Ditcham (percussions), Leroy Osbourne (chant), Gordon Hunte (guitare), James McMillan (trompette) et Jake Jacas (trombone et chant). En 1989, Sade Adu a été nommée pour un American Music Award de l'artiste féminine soul/R&B favorite.

### Années 1990
Le quatrième album de Sade, Love Deluxe, est sorti en novembre 1992. L'album a atteint la 3e sur le classement album des États-Unis et a été certifié quadruple-platine dans ce pays et a atteint la 10e place au Royaume-Uni et a été certifié or par la BPI. En 1994, le groupe remporte le Grammy Award de la meilleure prestation vocale R&B par un duo ou un groupe pour la chanson No Ordinary Love, qui a également été présente dans le film de 1993 Proposition indécente. En novembre, le groupe a sorti son premier album de compilation, The Best of Sade. L'album a été un autre succès du groupe atteignant le top dix au Royaume-Uni et aux États-Unis et a été certifié platine et quadruple platine 
respectivement. 
En 1996, Hale, Denman et Matthewman ont formé leur propre groupe en tant que projet parallèle, Sweetback, et ont sorti un album éponyme.

### Années 2000
En octobre 2000, la chanteuse Sade Adu a fait son retour pour se produire aux MOBO Awards, sa première performance en public depuis plusieurs années. Le mois suivant, le groupe sort leur cinquième album studio, Lovers Rock, leur premier album en huit ans. L'album a atteint la 18e place au Royaume-Uni — leur seul album studio à ne pas faire partie du top 10 — bien qu'il ait été certifié or par la BPI. Il s'est mieux classé aux États-Unis, culminant à la troisième place. Il a également remporté le Grammy Award du meilleur album vocal pop en 2002. Le groupe a fait une tournée aux États-Unis tout au long de 2001. La tournée a abouti à un album live, Lovers Live, qui est sorti en février 2002.
En 2009, alors que les médias sociaux en étaient à leurs débuts, un site web ressemblant à un site officiel du groupe, annonçait la sortie d'un nouvel album qui était prévue pour le 24 novembre 2009, avant que Sony Music ne publiât des informations ou fît du marketing pour un album à venir. Sony nia ensuite toute affiliation avec le site.

### Années 2010

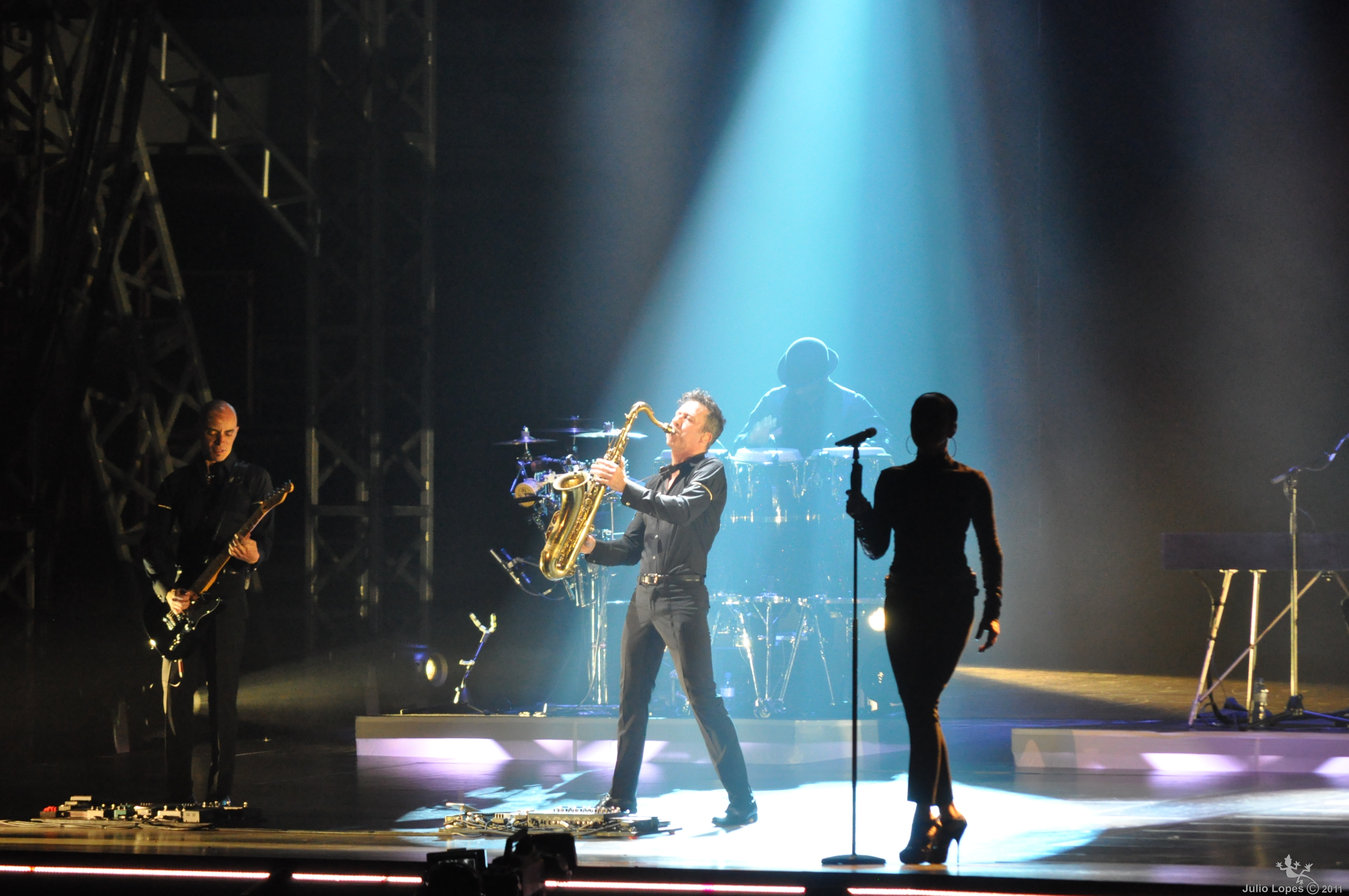
Sade en concert à Brasilia le 25 octobre 2011, lors de leur tournée mondiale Sade Live.

Le sixième album de Sade, Soldier of Love est sorti officiellement le 8 février 2010, le premier album de nouveau matériel du groupe en dix ans. L'album a culminé à la quatrième place au Royaume-Uni. Aux États-Unis, l'album a vendu 502 000 exemplaires dans sa première semaine et a atteint la première place du Billboard 200, en y restant pendant trois semaines. 
En 2011, Sade a reçu son quatrième Grammy Award (meilleure prestation vocale R&B par un duo ou un groupe) pour l'album Soldier of Love et a sorti une deuxième compilation, The Ultimate Collection, qui est entré dans le top 10 britannique.
Le groupe est revenu en 2018 pour la bande originale du film Disney Un raccourci dans le temps avec la chanson Flower of the Universe. 
Le 13 juillet 2018, Stuart Matthewman, membre du groupe de Sade, a déclaré à Rated R&B dans une interview que le groupe était en studio pour travailler sur leur septième album studio. Il a dit : « Nous travaillons sur un nouvel album. Quand nous serons heureux, nous laisserons tout le monde l'entendre ».

### Années 2020
En octobre 2022, Billboard annonce que Sade a enregistré de la nouvelle musique au Miraval Studios, à Correns (France).

## Formation
- Sade Adu : chant, paroles, composition (1982–présent)
- Stuart Matthewman : guitare, saxophone, composition (1982–présent)
- Paul Denman (en) : basse, composition (1982–présent)
- Andrew Hale : claviers, composition (1982–présent)

Anciens membres
- Paul Anthony Cooke – batterie, composition (1982–1984)
- Dave Early (en) : batterie (1984–1985)

## Discographie
Albums studio
- Diamond Life (1984)
- Promise (1985)
- Stronger Than Pride (1988)
- Love Deluxe (1992)
- Lovers Rock (2000)
- Soldier of Love (2010)

Compilations
- The Best of Sade (1994)
- The Ultimate Collection (2011)

Albums live
- Lovers Live (2002)